# Alexis Douce de la Salle
Alexis Flavien Charles Antonin Douce de la Salle est un peintre français né le 27 décembre 1869 à Saint-Barthélemy-Lestra (Loire) et mort le 2 novembre 1940 à Lyon.

## Biographie
Alexis Douce de la Salle naît à Saint-Barthélemy-Lestra (Loire) le 27 décembre 1869. Il épouse Anaïs Solignac, professeur de piano, le 13 février 1900 à Lyon et son nom est alors ensuite parfois écrit de la Salle-Solignac,.  
Il a pour maître Albin Cabane, et expose au Salon organisé par la Société lyonnaise des beaux-arts en 1897, 1899 et 1901.  
Il réalise des peintures dans l'église paroissiale Saint-Jean-Baptiste de Pollionnay (Rhône) entre 1895 et 1899, dans l'église de Vaugneray (Rhône) en 1900, dans l'église paroissiale Notre-Dame (postérieurement Saint-Roch) de Grézieu-la-Varenne (Rhône), dans la chapelle du château de la Chassagne à Neuville-les-Dames (Ain) en 1903 et dans l'église Saint-Jean-Baptiste  de Leyment (Ain), entre 1913 et 1920.
Il meurt à Lyon le 2 novembre 1940.

## Œuvres
- Grézieu-la-Varenne, église paroissiale Notre-Dame, postérieurement Saint-Roch : peintures sur les voûtes en berceau de la nef et de l'abside.
- Neuville-les-Dames, chapelle du château de la Chassagne : Saint Vincent de Paul donnant à Mme de La Chassagne le premier règlement des Dames de la Charité, 1903.
- Pollionnay, église paroissiale Saint-Jean-Baptiste :
  - La Vierge du rosaire et saint Dominique, 1895. Mur ouest de la chapelle de la Vierge ;
  - Présentation de saint Jean-Baptiste au temple, 1896. Mur ouest de la chapelle Saint-Jean-Baptiste ;
  - Le Calvaire (au centre), Les Saintes femmes (à gauche) Joseph d'Arimathie, Nicomède et un soldat romain, 1899. Pans de l'abside ;
  - Blasons des chanoines comtes de Lyon et des seigneurs successifs de Pollionnay, œuvres disparues.

## Estampes
- - La Bienheureuse Jeanne d’Arc, 1908, vignette tirée en bistre. Lyon [8, place de Fourvière] : maison Bonnepart-Valorge. Estampe imprimée à l’occasion de la béatification de Jeanne d’Arc. Au recto, armes de Jeanne, au verso celles du pape et trois prélats.

Œuvres d'Alexis Douce de la Salle
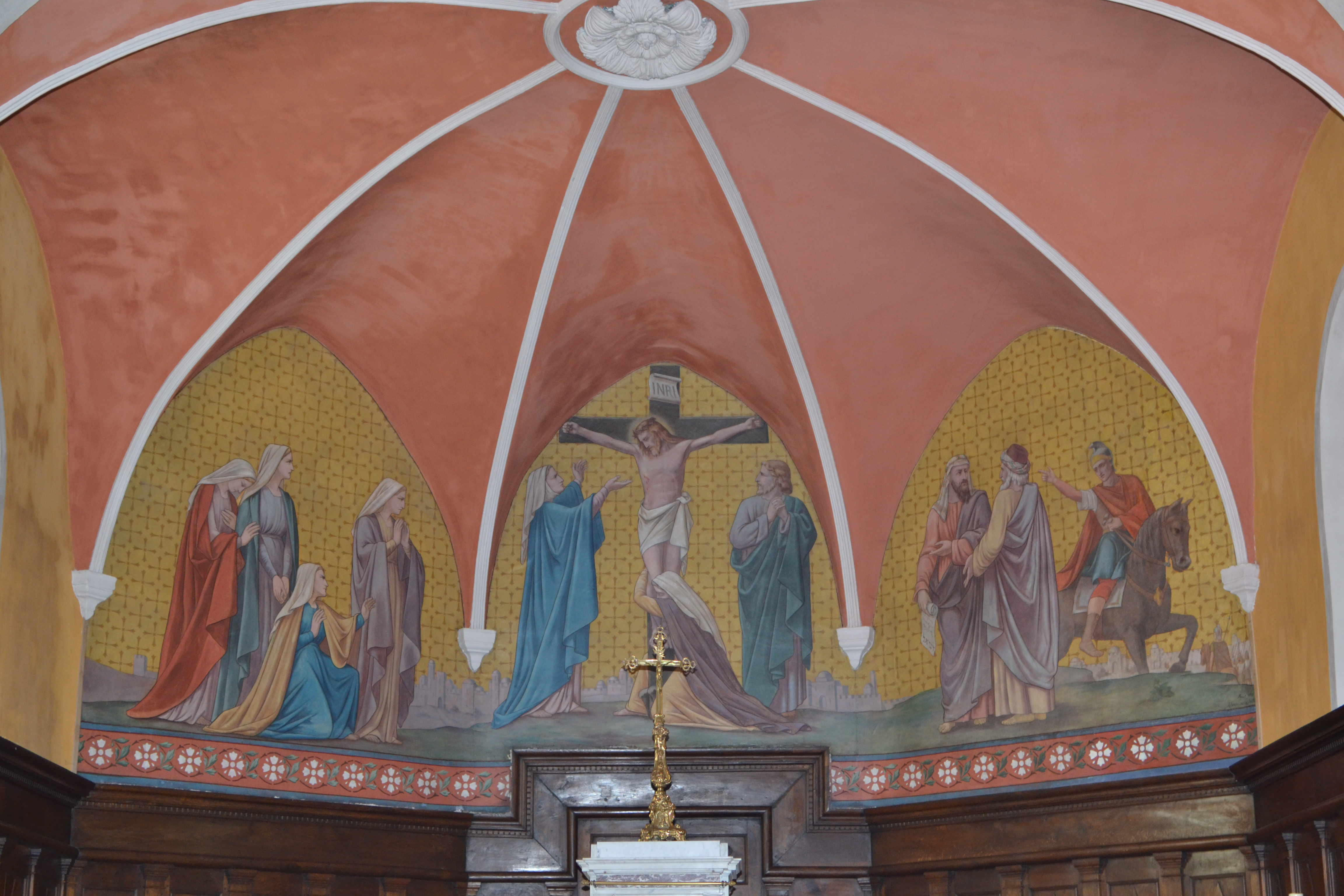
Les Saintes femmes, Le Calvaire, Joseph d'Arimathie, Nicomède et un soldat romain (1899), toiles marouflées, église de Pollionnay.
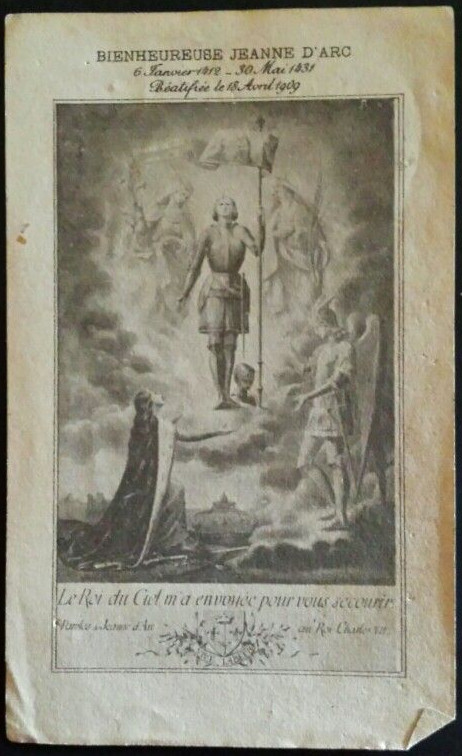
Jeanne d'arc (1908), estampe.
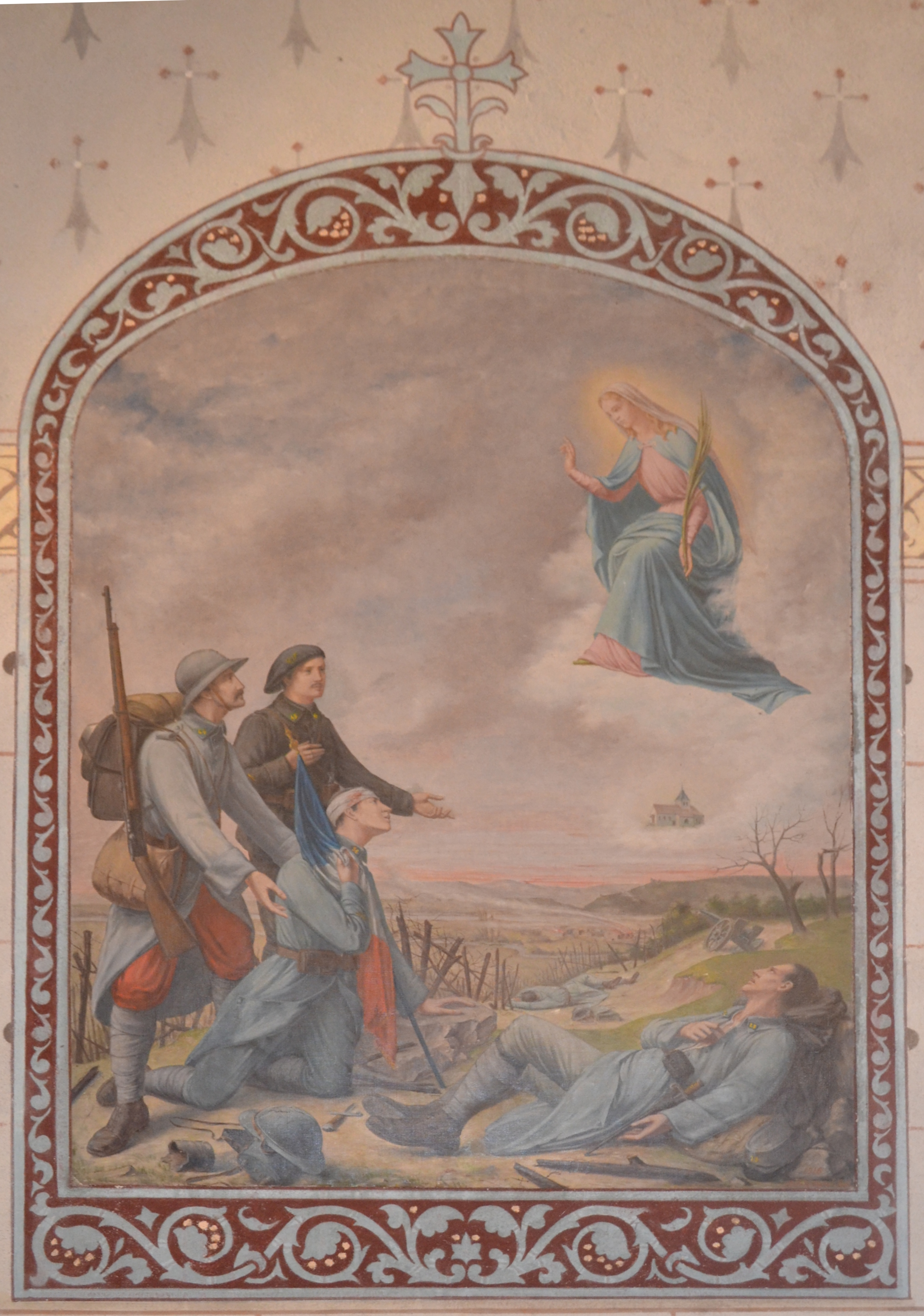
Apparition de la Vierge aux soldats (1918), toile marouflée, église de Leyment.
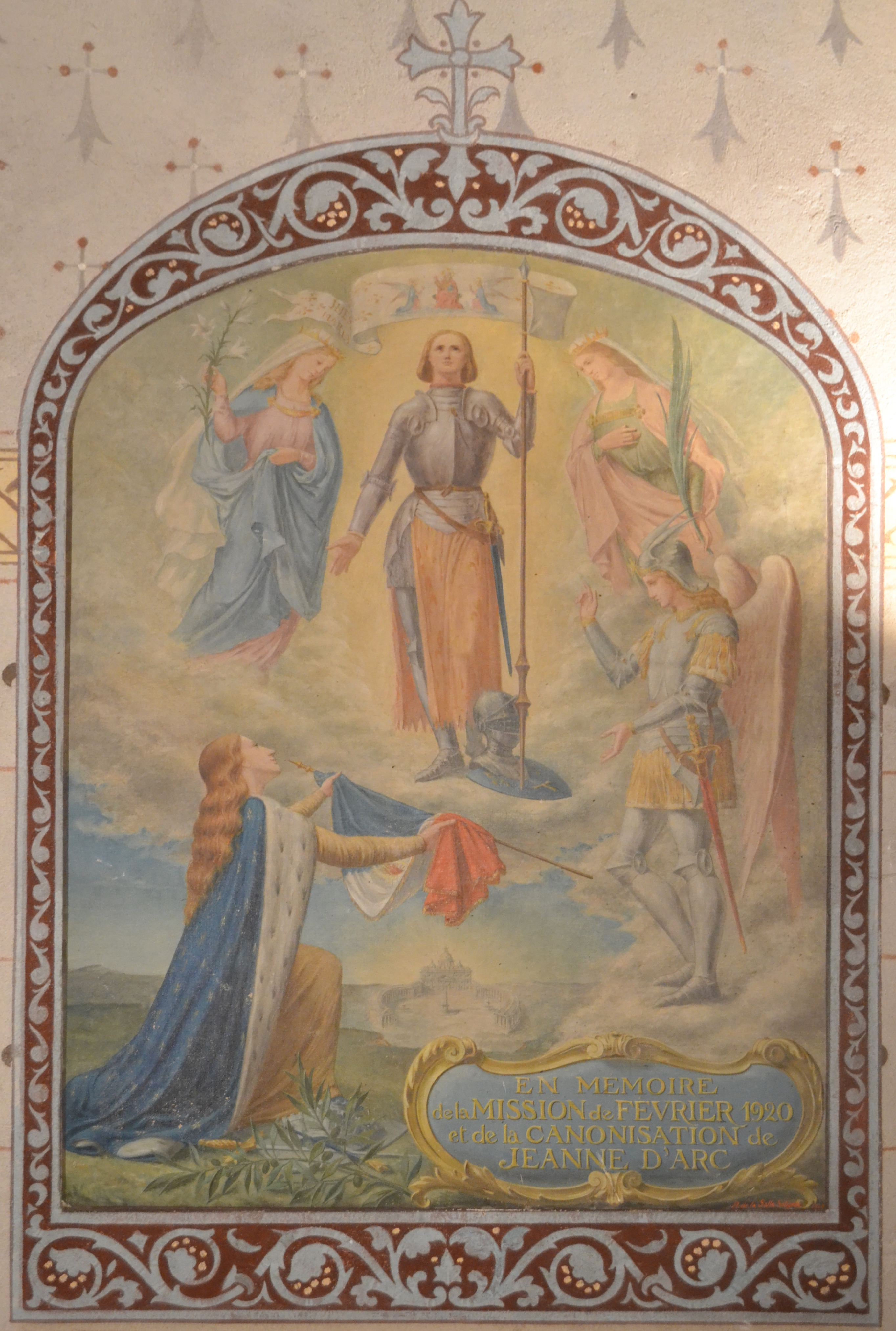
Jeanne d'Arc (1920), toile marouflée, église de Leyment.